# 想要變得溫柔
《想要變得溫柔》（日语：やさしくなりたい），是日本男歌手齊藤和義（斉藤和義）的第39張單曲，於2011年11月2日由SPEEDSTAR RECORDS發行。同名A面曲《想要變得溫柔》是2011年收視率最高的日本電視劇《家政婦女王》的主題曲。

## 發行及宣傳
此作品與上一張單曲《一直都喜歡》（ずっと好きだった）發行相距約1年7個月，為齊藤和義於2011年發行的第一張單曲。
齊藤和義曾於《MUSIC STATION》（同年10月21日）、《Coming Soon!!》（同年11月7日）等音樂節目宣傳單曲。

## 歌曲
《想要變得溫柔》為日本電視台週三晚間連續劇《家政婦三田》的主題曲。這是齊藤和義出道十九年來首次為民放電視劇提供主題曲。B面目則是讀賣電視台、日本電視台系綜藝節目的主題曲。第三首歌曲原是收錄於其專輯《45 STONES》的歌曲，此單曲收錄的是齊藤和義於2011年8月31日在Ustream演唱的版本。
根據齊藤和義所說，他在聽說關於《家政婦三田》的內容時，得知該劇以失去不同事物的人們重生為主題，故以此主題寫了《想要變得溫柔》。他又指因為該劇有很多認真的部份，所以希望盡可能在自己的歌曲中加入救助的元素。
2012年12月31日，齊藤和義初次於NHK紅白歌合戰演出，演唱歌曲正是《想要變得溫柔》。

## 音樂影片
《想要變得溫柔》的音樂影片（MV）跟上一張單曲《一直都喜歡》一樣，都以披頭四樂隊（ザ・ビートルズ）的演唱會為主題。這次模仿的是披頭四樂隊於1966年在東京日本武道館舉行的演唱會。齊藤和義將MV中的樂隊名為「THE BEACHIKS」（ザ・ビーチクス）。雖然參與MV的成員跟上次相同，但飾演的角色有變。齊藤和義本人飾演約翰·連儂，中川雅也飾演保羅·麥卡尼，2丁拳銃的小堀裕之飾演佐治·夏里遜，濱田岳飾演靈高·史達。司儀方面，由當時為披頭四演唱會擔任司儀的E·H·Eric的甥兒岡田真善飾演。除了VOX公司製作的放大器外，所有舞台設置和衣着等等都完全複製自披頭四樂隊的武道館演唱會。

## 排行榜成績
此單曲得到2011年11月14日的Oricon公信榜單曲周榜第6名。其後排名慢慢下跌，於三星期後（12月5日）跌至第34名；然後排名回升，於兩星期後（12月19日）升至第13名。《家政婦三田》於同年12月21日播映大結局，獲得極優異的收視率（平均40.0%，最高42.8%），此單曲亦得以在Oricon公信榜由第13名升至第8名，相隔七星期再次取得該榜頭十名。隨着大結局播映，《想要變得溫柔》一曲的累積下載次數亦超過了一百萬次。
在2012年第63回NHK紅白歌合戰後，由於「紅白效應」，此單曲於Oricon公信榜上由200名以外急升至第28名，相隔48星期再次進到該榜頭三十名；單曲當時的累積銷量約為11.9萬張。

## 反應
音樂網站「hotexpress」的山本純評論指「來自『歌手』的訊息雖然非常簡單，卻悄悄地將自身心中睡着的重要事物確實地喚醒過來」。另一音樂網站「Listen Japan」的近藤陽則評論這首歌很有擅於描寫心中渴望的齊藤和義的風格，歌中「想要變得堅強 想要變得溫柔」一句讓人留有深刻印象。
《想要變得溫柔》獲得第71屆日劇學院賞的主題曲獎，該屆的第2名和第3名分別是嵐的《迷宮戀曲》和中島美雪的。此歌曲亦於2012年獲得第54屆日本唱片大獎的優秀作品獎，以及於2013年獲得第27屆日本金唱片大獎的五大下載歌曲獎。

## 收錄曲目
| CD   | CD                           | CD   |
| 曲序 | 曲目                         | 时长 |
| ---- | ---------------------------- | ---- |
| 1.   | （想要變得溫柔）             | 5:21 |
| 2.   | （一群想被愛的人的自語自語） | 2:53 |
| 3.   | （兔與龜）                   | 5:12 |

## 註腳
1. ↑  在該劇播映前，日本在1977年9月26日後播映的一般電視劇的大結局平均收視率首名是1983年《推倒積木・親子的200日戰爭》（積木くずし・親と子の200日戦争）的45.3%，第二名是2000年《美麗人生》的41.3%，第三名是1979年《熱中時代》的40.0%。[15]該劇也是2011年最高收視的日本電視劇。[16]
2. ↑  歌詞原文：

## 外部連結
- KAZUYOSHI SAITO OFFICIAL WEB SITE （页面存档备份，存于）（日語）
- SPEEDSTAR RECORDS （页面存档备份，存于）（日語）